# Poviglio
Poviglio é uma comuna italiana da região da Emília-Romanha, província de Reggio Emilia, com cerca de 6.523 habitantes. Estende-se por uma área de 43 km², tendo uma densidade populacional de 152 hab/km². Faz fronteira com Boretto, Brescello, Castelnovo di Sotto, Gattatico.

## Demografia
| Variação demográfica do município entre 1861 e 2011                               |
|                                                                                   |
| Fonte: Istituto Nazionale di Statistica (ISTAT) - Elaboração gráfica da Wikipedia |

## Cidades-irmãs
- Plédran, França